# 森本由麻
森本 由麻（もりもと ゆま、1977年6月15日 - ）は、日本の元AV女優、元ストリッパー。東京都出身。
身長：157cm　スリーサイズ：B:85、W:57、H:85。

## 人物
- 趣味：音楽鑑賞

## 略歴
- 1996年11月 - 『エロスの媚薬』でAVデビュー。
- 1997年よりストリッパーとしての活動を開始。大阪東洋ショー所属だった

## 作品

### アダルトビデオ
- エロスの媚薬（1996年11月20日、アトラス21）
- オールヌード　全裸でいかせて（1996年12月14日、アトラス21）
- ザ・コールガール7　狂った果肉（1997年1月18日、アトラス21）

## テレビ
- 月曜ドラマスペシャル「早乙女千春の添乗報告書 第4作 伊豆湯けむりツアー殺人事件 」（1996年12月30日、TBS）